# 散头菊蒿
散头菊蒿（学名：Tanacetum santolina）为菊科菊蒿属的植物。分布在俄罗斯以及中国大陆的新疆等地，生长于海拔1,100米至2,100米的地区，一般生于石质山坡或山坡潮湿地，目前尚未由人工引种栽培。